# Kelvin Bossman
Kelvin Owusu Bossman (20 januari 1991) is een Ghanees-Engels voetballer die doorgaans als aanvaller speelt.

## Clubcarrière
Bossman is begonnen in de jeugd in Ghana waar hij aan atletiek deed. Hij kwam op z'n negende met z'n familie naar Engeland en werd gescout door de Reading. Na enkele jaren daar in de jeugd te hebben gevoetbald en tweemaal verhuurd te zijn geweest, werd hem daar geen nieuw contract aangeboden. Via een stage kwam hij terecht bij FC Groningen. Sinds september 2009 is hij bij Groningen opgenomen in het A1 team. 
Op 1 april 2011 werd hij verhuurd aan Cambuur om zich daar verder te ontwikkelen. Deze verhuur is mogelijk omdat FC Groningen en Cambuur een samenwerkingsverband hebben voor jeugdspelers. Op 2 april maakt Bossman zijn profdebuut door in de 70e minuut in te vallen.
In het seizoen 2011/12 speelde Bossman voor Helmond Sport waarvoor hij op 19 augustus 2011 zijn eerste professionele goal scoorde in de wedstrijd uit bij Go Ahead Eagles. Het bleek de winnende te zijn
Hierna ging hij voor Maidenhead United FC in de Conference South spelen en in februari 2013 stapte hij over naar divisiegenoot Havant & Waterlooville FC. In het seizoen 2013/14 komt Bossman uit voor Cambridge City FC.
Beide biologische ouders wonen in Engeland. Naast zijn familie in Engeland heeft hij ook nog een Nederlandse gastfamilie in Beilen wonen.
Met Ghana nam hij deel aan het Wereldkampioenschap voetbal onder 17 - 2007.

## Statistieken
| seizoen | club          | land      | competitie     | wed. | goals |
| ------- | ------------- | --------- | -------------- | ---- | ----- |
| 2010/11 | → SC Cambuur  | Nederland | Eerste divisie | 5    | 0     |
| 2011/12 | Helmond Sport | Nederland | Eerste divisie | 19   | 2     |